# Бартел Бехам
Бартел Бехам (Нирнберг, 1502—Болоња, 1540) је био немачки бакрописац, сликар и цртач. Био је старији брат Ханса Зебала Бехама. Вероватно га је обучавао Дирер. Радио је прво у Нирнбергу. Прогнан је из Нирнберга због верског отпадништва 1525, па је потом радио у Минхену и Ландсхуту као дворски сликар херцога Вилхелма IV (од 1527). Осим као сликар кнежевих портрета, познат је и по бакрописима.